# Batang Tajongkek
Batang Tajongkek is een bestuurslaag in het regentschap Pariaman van de provincie West-Sumatra, Indonesië. Batang Tajongkek telt 714 inwoners (volkstelling 2010).